# Arian Salimi
Arian Salimi (en persan : آرین سلیمی), né le 16 décembre 2003 à Kermanchah, est un taekwondoïste Iranien dans la catégorie poids lourds, médaillé d'or aux Jeux olympiques d'été de 2024.

## Carrière
Salimi participe aux Universiades d'été de 2021 où il remporte une médaille d'argent en 87kg. 
Il remporte une médaille de bronze aux Championnats du monde 2023 en juin, médaille obtenue pour sa première participations en catégorie senior, dans l'épreuve des poids moyens (-87 kg). Trois mois après, il remporte une médaille d'argent aux Jeux asiatiques de 2022 en catégorie poids lourds (+80 kg).
En mars 2024, il décroche du tournoi qualificatif olympique un des deux quotas puis le mois suivant, il est champion d'Asie dans la catégorie des +87 kg. Lors des Jeux olympiques d'été de 2024, Salimi  remporte la médaille d'or dans la catégorie des poids lourds en battant en demi-finale le Croate Ivan Šapina puis le Britannique Caden Cunningham.